# شهرستان دوعن
ناحیهٔ دوعن (به عربی: مدیریة دوعن) یک ناحیه در یمن است که در استان حضرموت واقع شده‌است.
ناحیهٔ دوعن  ۴۳٬۸۳۶ نفر جمعیت دارد.